# Cartajima
Cartajima település Spanyolországban, Málaga tartományban. Cartajima Júzcar, Ronda, Parauta, Pujerra és Igualeja községekkel határos. Lakosainak száma 229 fő (2024).

## Népesség
A település népessége az elmúlt években az alábbi módon változott:
| Lakosok száma | 207  | 250  | 255  | 246  | 251  | 252  | 244  | 253  | 256  | 229  |
|               | 2001 | 2004 | 2007 | 2009 | 2012 | 2014 | 2017 | 2019 | 2022 | 2024 |